# Kerzhnerella mongolica
Kerzhnerella mongolica är en tvåvingeart som beskrevs av Richter 1975. Kerzhnerella mongolica ingår i släktet Kerzhnerella och familjen borrflugor.
Artens utbredningsområde är Mongoliet. Inga underarter finns listade i Catalogue of Life.